# 대한민국 민사소송법 제414조
대한민국 민사소송법 제414조는 항소기각에 대한 민사소송법조문이다.

## 조문
제414조(항소기각) (1) 항소법원은 제1심 판결을 정당하다고 인정한 때에는 항소를 기각하여야 한다.
(2) 제1심 판결의 이유가 정당하지 아니한 경우에도 다른 이유에 따라 그 판결이 정당하다고 인정되는 때에는 항소를 기각하여야 한다.